# 三澤紗千香のreal oneself
三澤紗千香のreal oneself（みさわさちかのリアルワンセルフ）は、2013年1月7日から2015年4月3日まで超!A&G+で放送されていたA&G ARTIST ZONE 2hの内の動画付フロート番組である。

## 番組概要
「A&G ARTIST ZONE 2h」のフロート番組は、これまで19:48からの10分枠が存在していたが、2013年1月より、その10分枠で放送されていた「織田かおりのもっとColorful Mode」が19:30に移動。そして20:00から新番組としてもう1つのフロート番組が誕生したのが、当番組である。
番組内でリスナーから届いた投稿を紹介するときの挨拶は「こんばんワンセルフ」、番組の締めの挨拶は「明日（金曜日放送分は来週）も、リアルワンセルフ」である。締めの挨拶では、三澤がリスナーから届いたシチュエーションに沿って挨拶する。
放送時間
- 2013年1月7日 - 2015年4月3日

毎週 月曜日〜金曜日 20:00 - 20:10（リピート放送：月曜日〜金曜日 14:00 - 14:10）
パーソナリティー
- 三澤紗千香

テーマソング
- オープニング曲

ユナイト/歌：三澤紗千香
- エンディング曲

トワイライト/歌：三澤紗千香（第1回〜第10回）
telepath〜光の塔〜/歌:三澤紗千香（第11回〜）

## コーナー
日替わりで以下の企画を行うほか、フリートーク、ふつおた紹介を1日ずつ行う。
マダム紗千香のお悩み相談室/お悩み相談を受ける練習をしよう
リスナーから寄せられた悩み相談に応える
「マダム紗千香のお悩み相談室」では、悩み相談の応えが相応しくない場合は、スタッフからイエローカードが出され
放送回で2回イエローカードが出された場合、「マダム紗千香」を剥奪『お悩み相談の練習をしよう』に戻る
「お悩み相談を受ける練習をしよう」では、放送回で悩み相談として相応しい応えをできたと3回連続で判定された場合、「マダム紗千香」へ昇格する。
おしゃれ三澤のコーナー
放送週に着用している三澤の私服を紹介する。ふつおた紹介と合わせて放送される。
いろんな音楽を聞こう
リスナーから寄せられた、三澤に聞かせたいおすすめの音楽を紹介し、実際に聞いた上で、三澤が感想を述べる。

## ゲスト
- 第41回 - 第44回（2013年3月4日 - 3月7日放送分）：川田まみ[2]
- 第211回 - 第213回（2013年10月28日 - 10月30日放送分）：Ray [3]
- 第224回 - 第228回（2013年11月14日、15日、18日 - 20日放送分）：KOTOKO[4][5]
- 第263回 - 第267回（2014年1月8日 - 10日、13日、14日放送分）：MAON （ALTIMA）[6]
- 第356回 - 第360回、第461回 - 第465回（2014年5月19日 - 5月23日、10月13日 - 10月17日放送分放送分）:分島花音[7]